# Epilacydes unistriga
Epilacydes unistriga là một loài bướm đêm thuộc phân họ Arctiinae, họ Erebidae.